# ポニータワー
ポニータワーは、1967年（昭和42年）12月16日から1973年（昭和48年）1月31日まで、東京都台東区の浅草寺境内に建っていた回転昇降式展望塔。開業当初は「東京スペースタワー」という名称だったが、1970年（昭和45年）、「ポニータワー」に改名された。

## 概要
1960年代のテレビの普及、若い観光客の新宿や渋谷への流出に因り衰退の兆しが見え始めていた浅草に、観光客を惹きつける目玉として浅草寺の本堂裏の北西側に建てられた。スイス製の回転昇降式の展望台が上下する形で、展望キャビンは2階建てで60名を収容。1回の運転時間は約5分間。
運営会社は、浅草寺とはとバスが共同出資した東京スペースタワー。1970年頃には東京スペースタワーに出資していた株式会社ポニー（フジサンケイグループに属していた音楽ソフト販売会社。現：ポニーキャニオン）の名を冠し「ポニータワー」に改称された。
しかしむき出しのコンクリートが景観にそぐわないとの不評や霞が関ビル展望台「パノラマ36」のオープン（1968年4月開業、1989年営業終了）などで客足が伸びず、親会社のフジテレビの当時の社長が浅草寺を参拝した際にタワーのみすぼらしさに驚愕したこともあり1973年に営業を廃止、解体された。現在跡地は観光バスの駐車場になっている。